# سازمان تحقیقات شتاب‌دهنده انرژی بالا
سازمان تحقیقات شتاب‌دهنده انرژی بالا (高エネルギー加速器研究機構، Kō Enerugī Kasokuki Kenkyū Kikō)، (انگلیسی: KEK) یا (KEK)، یک سازمان ژاپنی است که هدف آن راه‌اندازی بزرگ‌ترین آزمایشگاه فیزیک ذرات است که در تسوکوبا در استان ایباراکی، در ژاپن قرار دارد. این سازمان در سال ۱۹۹۷ تأسیس شد. اصطلاح "KEK" برای اشاره به خود آزمایشگاه نیز استفاده می‌شود که تقریباً ۶۹۵ کارمند دارد. عملکرد اصلی KEK فراهم کردن شتاب‌دهنده‌های ذرات و سایر زیرساخت‌های مورد نیاز برای فیزیک انرژی بالا، علم مواد، زیست‌شناسی ساختاری، علم پرتو، علوم محاسباتی، تبدیل هسته‌ای و غیره است. آزمایش‌های بسیاری در KEK توسط همکاری‌های داخلی و بین‌المللی که از آنها استفاده کرده‌اند ساخته شده است. ماکوتو کوبایاشی، استاد بازنشسته در KEK، به دلیل کارش در مورد نقض سی‌پی در سطح جهانی شناخته شده است و جایزه نوبل فیزیک ۲۰۰۸ را دریافت کرد.